# Zygoruellia richardi
Zygoruellia es un género monotípico de plantas con flores perteneciente a la familia Acanthaceae. Su única especie: Zygoruellia richardi Baill., es una planta herbácea natural de Madagascar.

## Taxonomía
Zygoruellia richardi fue descrita por el botánico francés, Henri Ernest Baillon y publicado en Bulletin Mensuel de la Société Linnéenne de Paris 2: 820–821, en el año 1890.